# Leonhard Euler
Leonhard Euler (Basel, 15. travnja 1707. - Petrograd, 18. rujna 1783.), bio je švicarski matematičar, fizičar, astronom, zemljopisac i logičar. Zbog širokog polja djelovanja smatra se polihistorom.
Svoju znanstvenu djelatnost razvio je u Berlinu i Petrogradu, gdje je držao katedru fizike i matematike. Njegova aktivnost nije stala ni kada je oslijepio, jer je tada diktirao svoje radove. Napisao je oko 900 radova. Razvio je teoriju redova, uveo tzv. Eulerove integrale'', riješio mnoge diferencijalne jednadžbe, a u diferencijalnoj geometriji dao je prvu formulu zakrivljenosti ploha (Eulerov poučak). Posebno su važna dva njegova istraživanja u hidrodinamici, gdje je razvio teoriju turbina. Proučavao je širenje zvuka i svjetlosti.
Eulerov odbor Švicarske akademije znanosti osnovan 1907., dobio je u zadatak objaviti cjelokupno Eulerovo djelo. U 100 narednih godina objavljena su 84 sveska enciklopedijskog formata. Euler je najproduktivniji matematičar u povijesti. Nakon njegove smrti, Sanktpetersburška je akademija još punih 50 godina tiskala njegove neobjavljene radove. Osim matematike, među njima su bili i radovi s područja zemljopisa (osobito kartografije), logike (osmislio je grafički prikaz odnosa pojmova, subjekta i predikata te relacija između premisa i zaključka), teorije glazbe i dr. 
Zbog svojega ogromnog i širokog utjecaja na razvoj matematičke znanosti, matematičari su mu podarili titulu kralja matematičara. 

## Životopis
Euler se rodio u švicarskom gradu Baselu. Otac Paul bio je pastor u protestantskoj crkvi a i majka, Marguerite Brucker, potjecala je iz svećeničke obitelji. Euler je imao dvije mlađe sestre, Anna Mariju i Mariju Magdalenu. Nedugo nakon njegova rođenja, obitelj je preselila u obližnji gradić Riehen, gdje je Euler proveo djetinjstvo. 
Jedan od bliskih prijatelja obitelji bio je, tada već u Europi priznati matematičar, Johann Bernoulli, a to je prijateljstvo zasigurno je bilo presudno za životni put Leonharda Eulera.
Sa školskim obrazovanjem započeo je u Baselu gdje je živio s bakom po majci. Već s 14 godina upisao se na sveučilište. Najprije prolazi temeljito opće obrazovanje a 1723. završava studij disertacijom u kojoj uspoređuje učenje Descartesa i Newtona. Pokazuje sve veće zanimanje za matematiku i uočava rupe u svojem znanju, pa moli Johanna Bernoullija za redovitu privatnu poduku. No ovaj je pristao tek subotom ili nedjeljom poslijepodne odvojti nešto vremena, kako bi mu odgovarao na pitanja i davao savjete što čitati i proučavati. Iskusni Bernoulli je brzo uočio Eulerovu izuzetnu nadarenost, te nazreo njegov silni znanstveni potencijal. Kad je Euler počeo studirati teologiju, učiti grčki, latinski i hebrejski jezik, njegov se otac ponadao da će sin poći njegovim stopama. Nije Bernoulliju stoga bilo nimalo lako uvjeriti oca kako mu je sin sudbinski predodređen postati velikim matematičarom.
Godine 1727. Euler završava svoju doktorsku disertaciju o širenju zvuka (De Sono). Iz iste godine potječe njegovo prvo značajno priznanje. Pariška akademija dodijelila mu je drugu nagradu za rješenje problema o optimalnom smještavanju jarbola na jedrenjak.

### Sankt Peterburg
Dva sina Johanna Bernoullija, Daniel i Nicolas, radili su na Ruskoj carskoj akademiji znanosti u Sankt-Peterburgu, ustanovi čiji je utemeljitelj Petar Veliki, imao nakanu unaprijediti obrazovanje i znanost u zemlji, te je povezati sa Zapadnom Europom. Ruska je akademija, zbog obilate novčane carske potpore i uvjeta rada bila privlačna za mlade i ambiciozne europske znanstvenike. I kada je u srpnju 1726. Nikolas Bernoulli umro od upale slijepog crijeva i Daniel pozvao na upražnjeno mjesto obiteljskog prijatelja Leonharda Eulera, ovaj se nije mnogo dvoumio. U Sankt-Peterburg je stigao 17. svibnja 1727., te se zaposlio na medicinskom odjelu Akademije. 
Nedugo nakon njegova dolaska, umire carica Katarina I. i dvadesetjednogodišnji Petar II. preuzima prijestolje. Rusko je plemstvo sumnjičavo prema stranim znanstvenicima što stvara probleme i umanjuje im carsku podršku. No Petar II. već 1730. umire i uvjeti se opet okrenu nabolje. Godine 1731. Euler postaje profesorom fizike. Zanimljivo je da je u tom vremenu napisao dvotomnu Mehaniku, knjigu o teoriji glazbe, te djelo Scientia navalis u kojoj izlaže znanja iz hidrodinamike, gradnje brodova i navigacije.
Dvije godine kasnije, nakon što je Daniel Bernoulli napustio Rusiju i vratio se u Basel, Euler ga nasljeđuje na mjestu voditelja matematičkog odjela. 
Euler se ženi 1734. Njegova je odabranica Katharina Gsell, kći švicarskog slikara Georgea Gsella, koji je živio u Sankt Peterburgu. Uskoro su kupili kuću na obali rijeke Neve. Imali su trinaestero djece, od kojih je samo petero preživjelo djetinjstvo, a samo je troje nadživjelo oca. Sin Johann Albrecht je Eulerov jedini potomak koji je slijedio očeve stope, bavio se matematikom i bio član Akademije. Volio je djecu i pričao je kako je do svojih najvećih otkrića došao dok je držao bebu na rukama i dok su se oko njega motali drugi mališani. Imao je mnogo unučadi (21).

### Berlin
Zabrinuti zbog učestalih nemira u Rusiji, Eulerovi razmišljaju o napuštanju Sankt-Peterburga. Objeručke prihvaćaju ponudu pruskog kralja Frederika II. da prijeđe na Sveučilište u Berlinu i 19. lipnja 1741. obitelj seli u Berlin. Euler je na Sveučilištu bio predvodnikom matematičkog odjela.
U Berlinu Euler provodi sljedećih 25 godina. U tom je razdoblju napisao više od 380 znanstvenih članaka i objavio svoja dva velika djela: Introductio in analysis infinitorum i Institutiones calculi differentialis. Tu je nastala i većina njegovih radova iz računa varijacija, teorije specijalnih funkcija, diferencijalnih jednadžbi, astronomije, mehanike. Bio je član gotovo svih značajnijih akademija u Europi i dobitnik brojnih priznanja i nagrada.
Iz toga je razdoblja osobito zanimljivo 200 pisama što ih je Euler pisao Frederikovoj nećakinji, princezi od Anhalt–Dessaua, kojoj je davao poduke. Ta su pisma objavljena u knjizi s naslovom Pisma njemačkoj princezi o raznim područjima fizike i filozofije. Knjiga je bila pravi matematički uspješnica. U njoj Euler izlaže i analizira niz problema iz matematike i fizike. To čini na vrlo osobit i osoban način, pa ga čitatelj kroz pisma može dobro upoznati, razumjeti njegova religiozna i druga uvjerenja. Knjiga ukazuje kako je Euler, zbog dubokog razumijevanja cjeline prirodnih znanosti, imao sposobnost jednostavnog tumačenja i složenih činjenica.

### Problem s vidom
Unatoč iznimnom utjecaju što ga je imao u Berlinskoj akademiji, Euler se sukobljavao s Frederikom II., čiji je ljubimac Voltaire zauzeo središnje mjesto u njegovu društvu. Počeli su i problemi s vidom. Godine 1738. oslijepio je na desno oko. Sljepoća je bila posljedica trovanja zbog gnojnog čira. Usprkos svemu nastavio je raditi s jednakim žarom, posvetio se čak izradi atlasa (izradio je prvu pomorsku kartu Rusije), zbirci karata za Sanktpetersburšku akademiju.
Nije prošlo dugo vremena, a siva mrena je prekrila i njegovo lijevo oko, te je bio gotovo potpuno slijep. Koliko ga je god vrlo slab vid ometao u radu, zbog svog fantastičnog pamćenja nastavio se punim žarom baviti znanošću. Životopisci u želji da prikažu Eulerovo pamćenje često navode kako je bio u stanju napamet, bez zamuckivanja, izrecitirati cijelu Vergilijevu Eneidu i kako je za svaku stranicu mogao reći koji je redak na njoj prvi, a koji posljednji. Nakon gubitka vida, Euler je stvorio gotovo pola svojeg znanstvenog opusa, između ostalog trosveščano djelo o integralnom računu.

### Povratak u Rusiju
Godine 1766. Euler prihvaća poziv ruske carice Katarine II. i vraća se u Sankt-Peterburg, gdje provodi ostatak života. Nakon neuspjele operacije oka 1771., Euler je potpuno oslijepio. Iste godine zatiče ga još jedna nesreća. U velikom požaru što je zahvatio Sankt-Peterburg, nestao je i njegov dom, a iz kućice u plamenu, jedva ga je uspio izvući neki znanac. Bio je to početak Eulerova tužnog kraja. Nakon 40 godina zajedničkog života, 1773. umire mu žena. Nesposoban brinuti se o sebi, on nakon tri godine oženi pokojničinu sestričnu Abigail Gsell. Dana 18. rujna 1783. Eulera dogodio mu se izljev krvi u mozak i on umire. Brzo i bezbolno. Pokopan je u Pskovu, na Lazarevskom groblju.

## Doprinosi matematici i fizici
Matematička analiza dugo je bila središnja točka njegova rada i interesa, a svoje najznačajnije djelo Uvod u analizu beskonačnosti objavljuje 1748. U tom djelu Euler definira funkciju kao analitički izraz sastavljen nekom metodom od promjenjive vrijednosti i brojeva ili od konstantnih vrijednosti, definira polinome, trigonometrijske funkcije, eksponencijalne funkcije, te njegovu suprotnu funkciju – logaritamsku funkciju.
Euler definira eksponencijalnu funkciju i na skupu kompleksnih brojeva, te je povezuje s trigonometrijskim funkcijama. Za bilo koji realni broj vrijedi:
{\displaystyle e^{i\varphi }=\cos \varphi +i\sin \varphi .\,}
Iz te formule proističe čuveni Eulerov identitet, za koji mnogi smatraju, jer povezuje pet važnih matematičkih konstanti: e, 1, i, π i 0, najljepšom jednakošću cijele matematičke znanosti:
{\displaystyle e^{i\pi }+1=0\,}
Uz Eulerovo ime veže se čitav niz pojmova. Osim oznake f(x) za standardni zapis realne funkcije (1734.), uveo je još oznaku i za drugi korjen iz -1 (1777.), slovo e za zapis poznatog Eulerovog broja (1727.), oznaku Σ za zbrajanje (1755.), oznake Δ, sin, cos i mnoge druge. Iako mu se to pripisuje, on nije uveo oznaku π za omjer opsega i promjera kružnice, ali je dosljednom upotrebom pridonio da bude prihvaćena.
Evo nekih od formula i poučaka koje čovječanstvo duguje Euleru:
- Eulerova funkcija
- Eulerovi brojevi
- Eulerov pravac (ortocentar, središte opisane kružnice, težište nekog trokuta i središte kružnice 9 točaka nalaze se na istom pravcu u određenim omjerima)
- Eulerova formula za homogene funkcije
- Eulerova formula zakrivljenosti plohe (kristalografija)
- Eulerov integral druge vrste ili gama-funkcija
- Eulerov integral prve vrste ili beta-funkcija
- Eulerovi kutovi

Još jedan Eulerov jednostavan, ali značajan doprinos matematici, koji se smatra temelj topologije, a to je Eulerova poliedarska formula – jednakost koja povezuje broj vrhova (V), broj bridova (B) i broj strana svakog konveksnog poliedra:
V - B + S = 2
Posljedica Eulerove poliedarske formule je postojanje točno pet pravilnih poliedara. To su pravilni tetraedar, heksaedar (kocka), oktaedar, dodekaedar i ikosaedar.

## Citati
- »Matematika je ključ za cjelokupno ljudsko znanje.«